# Prótomo

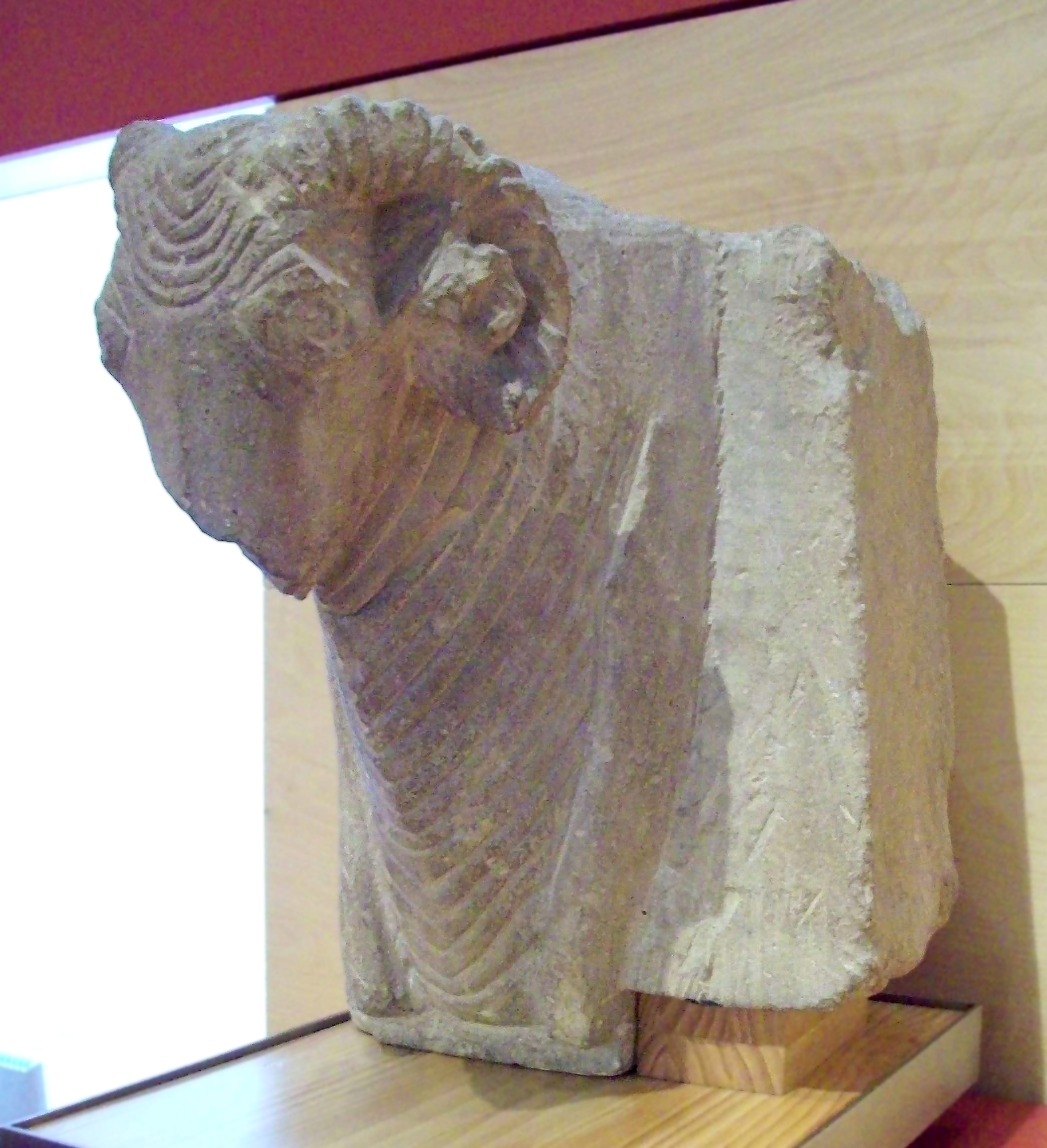
Prótomo ibero de carnero esculpido en un sillar (M.A.N., Madrid).

Prótomo o prótome (griego antiguo προτομή, protomé, «parte anterior», «busto») es la representación en altorrelieve de un animal real o imaginario, de un monstruo o de una persona. Se representa la cabeza, el busto o el busto con los miembros anteriores. Fue empleada como motivo decorativo o de soporte de elementos arquitectónicos ya en la Antigüedad clásica. Ejemplos hay en ménsulas, cornisas, frontones, obras de orfebrería, monedas, cerámicas, etc.
En las barcas de pesca y transporte fenicias que recorrieron el Mediterráneo conocidas como hippoi, solían presentar en el akroterion de proa un prótomo con forma de caballo.
El término fue introducido en la terminología del arte en el siglo XIX.

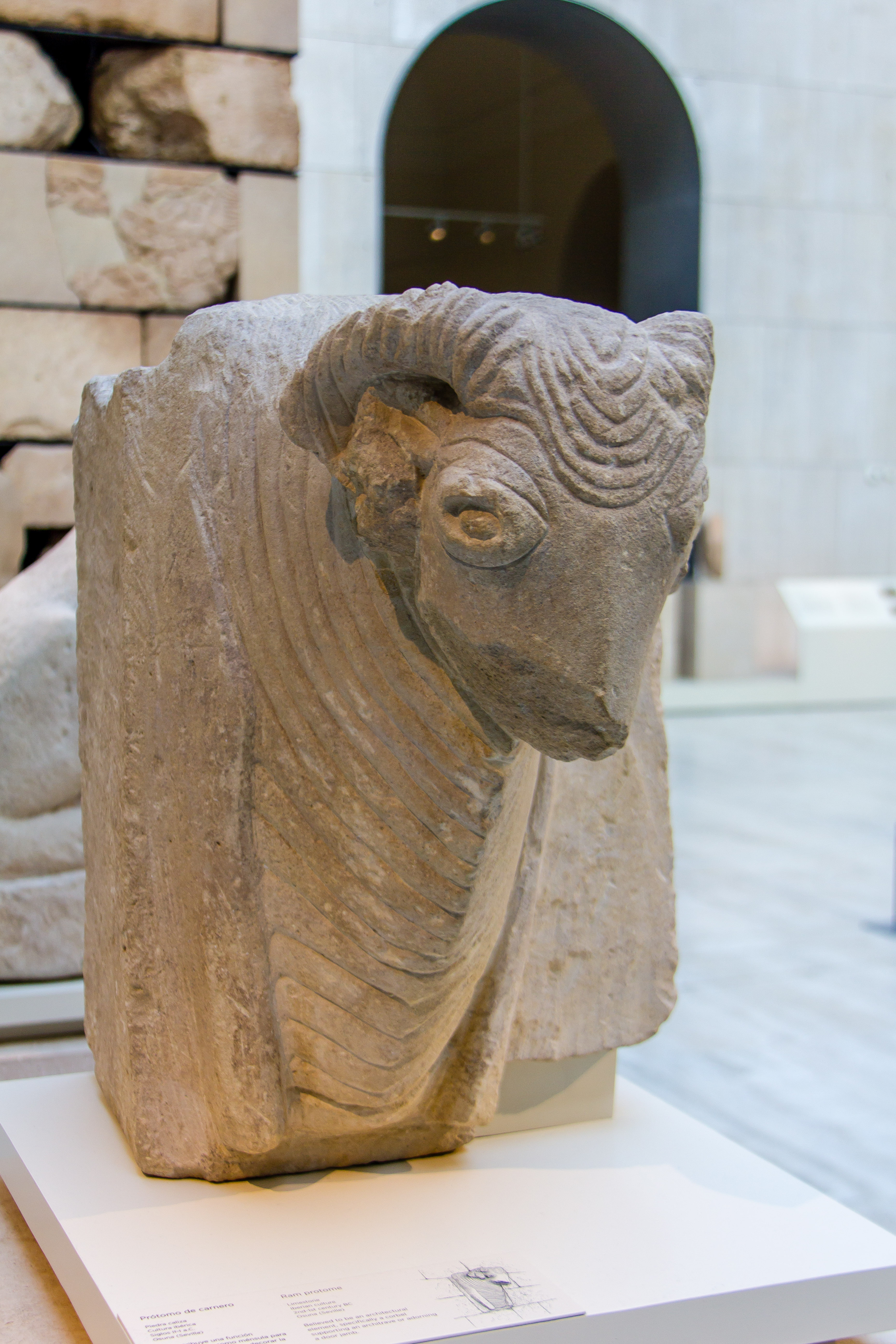
Prótomo íbero de carnero del -I a. C. hallado en Osuna; M.A.N, Madrid.